# Hannah Ludwig
Pour les articles homonymes, voir Ludwig.
Hannah Ludwig, née le 15 février 2000 à Heidelberg, est une coureuse cycliste allemande, membre de l'équipe Cofidis depuis 2024. 

## Biographie
En 2018, encore junior, elle se classe seizième et troisième meilleure jeune du Tour de Thuringe : une la course professionnelle.
En 2019, elle se classe quatrième du championnat d'Allemagne du contre-la-montre pour sa première année professionnelle. Le 8 août, elle remporte la médaille d'or en contre-la-montre dans la catégorie espoirs lors des championnats d'Europe de cyclisme sur route,.
À la Setmana Ciclista Valenciana, Hannah Ludwig est cinquième de la première étape. Hannah Ludwig est finalement sixième du classement général.
Au Baloise Ladies Tour, Lisa Klein remporte le prologue. Hannah Ludwig est troisième du prologue, puis du contre-la-montre de l'étape 2b. Elle est sixième du classement général.

## Palmarès sur route

### Par année
- 2017
  - 2e du championnat d'Allemagne sur route juniors
- 2018
  -  Championne d'Allemagne sur route juniors
  -  Championne d'Allemagne du contre-la-montre juniors
  -  Médaillée d'argent du championnat d'Europe du contre-la-montre juniors
  -  Médaillée de bronze du championnat d'Europe sur route juniors
  - 3e du Circuit de Borsele juniors
- 2019
  -  Championne d'Europe du contre-la-montre espoirs
- 2020
  -  Championne d'Europe du contre-la-montre espoirs
- 2021
  -  Médaillée d'argent du championnat d'Europe du contre-la-montre espoirs
  - 3e du championnat d'Allemagne du contre-la-montre
- 2022
  - 3e du championnat d'Allemagne du contre-la-montre
- 2024
  - Classique féminine de Navarre

### Résultats sur les grands tours

#### Tour d'Italie
3 participations
- 2022 : non-partante (2e étape)
- 2023 : 49e
- 2024 : 45e

#### Tour de France
4 participations
- 2022 : 106e
- 2023 : 71e
- 2024 : 23e
- 2025 : 90e

### Classements mondiaux
| Année                                 | 2018 | 2019 | 2020 | 2021 | 2022 | 2023 | 2024 |
| ------------------------------------- | ---- | ---- | ---- | ---- | ---- | ---- | ---- |
| Classement UCI                        | 712e | 213e | 129e | 103e | 731e | 472e | 118e |
| UCI World Tour                        | nc   | 218e | 77e  | 152e | nc   | 170e | 163e |
|                                       |      |      |      |      |      |      |      |
| Légende : nc = non classéSource : UCI |      |      |      |      |      |      |      |